# سابينا هافنر
سابينا هافنر هي متزلجة جماعية سويسرية، ولدت في 10 مايو 1984 في ليستل في سويسرا.

## وصلات خارجية
- سابينا هافنر على موقع IBSF (الإنجليزية)
- سابينا هافنر على موقع اللجنة الأولمبية الدولية (الإنجليزية)
- سابينا هافنر على موقع أوليمبيديا (الإنجليزية)